# Archiv des Bistums Augsburg
Das Archiv des Bistums Augsburg ist auf der Grundlage des Kanonischen Rechtes und insbesondere der geltenden archivrechtlichen Bestimmungen der Katholischen Kirche zuständig für die archivische Überlieferung der Bischöflichen Zentralbehörde und aller Einrichtungen und Dienststellen des Bistums Augsburg wie auch der Dekanate und Pfarreien im Bistum. Es gehört als Abteilung zur Hauptabteilung VIII – Zentrale Dienste des Bischöflichen Ordinariates.

## Geschichte
Die älteren Bestände des Hochstifts Augsburg und des Augsburger Domkapitels vor dem Jahr 1803 befinden sich infolge der Säkularisation heute im Staatsarchiv Augsburg. Nach der Wiedererrichtung des Bistums Augsburg in den Jahren 1817/21 ist dem Benediktinerpater Placidus Braun als Historiker und Mönch der ehemaligen Reichsabtei St. Ulrich und Afra in Augsburg der Aufbau eines Ordinariatsarchives zu verdanken. Als einer seiner Nachfolger war von 1841 bis 1848 Antonius von Steichele Archivar. Er wurde später Erzbischof von München und Freising.
Im Zweiten Weltkrieg erlitt das Archiv schwerwiegende Verluste an nicht ausgelagerten Beständen und wurde nach dem Wiederaufbau im Jahr 1955 in der Augsburger Kornhausgasse wieder eröffnet. Die ausgelagerten und zurückgekehrten Bestände wurden neu erschlossen. Durch erweiterte Zuständigkeit erhielt das bisherige Ordinariatsarchiv den heutigen Namen und befand sich mit den entsprechend erwachsenen Beständen seit dem Jahr 1977 im Johann-Michael-Sailer-Haus am Hafnerberg. Angepasst an die räumlichen und zeitlichen Erfordernisse bezog das Archiv des Bistums Augsburg im Mai 2016 einen neuen Standort in der Pfarrhausstraße 4 in Augsburg-Oberhausen. An der Stelle des alten Pfarrhauses entstand ein neues Verwaltungsgebäude. Für das Magazin wurde das Langhaus der Kirche Sankt Joseph Augsburg-Oberhausen baulich abgetrennt und adaptiert. In das Mittelschiff wurden fünf Ebenen mit Rollregalanlagen eingebracht. Die Seitenschiffe nahmen weitere Funktionsräume auf. Die Pfarrgemeinde behielt im neugestalteten Chor ihre Kirche für die Feier der Gottesdienste.

## Bestände
Zu den Beständen gehören Akten des Bischöflichen Ordinariates vom 15. bis 20. Jahrhundert und die Archive des Chorherrenstiftes St. Moritz und des Priesterseminars St. Hieronymus in Dillingen an der Donau. Auch Klosterakten sowie theologische und liturgische Handschriften der Stifte und Klöster im Bistum Augsburg sind in Teilbeständen noch erhalten, unter anderem eine Ausgabe der Regel des Heiligen Benedikt vom ehemaligen Kloster St. Mang in Füssen aus dem 9. Jahrhundert, ebenso ein Graduale des Damenstifts St. Stephan in Augsburg von 1527 und das zwischen 1507 und 1517 entstandene Schriftmusterbuch Proba centum scripturarum des Augsburger Benediktiners Leonhard Wagner. Die Pfarrmatrikeln (Tauf-, Heirats- und Sterbebücher) der Pfarreien des Bistums werden als Digitalisate vorgehalten und können von Benützern nach entsprechendem Antrag zur Forschung im Archiv oder online eingesehen werden.
Das Archiv des Bistums Augsburg verfügt über einen Lesesaal mit Bildschirmgeräten und eine Amtsbibliothek mit rund 23.000 Bänden zur Bistums-, Orts- und Pfarrgeschichte, Amtsblättern, Kirchenzeitungen.